# Квендорф
Квендорф (њем. Quendorf) општина је у њемачкој савезној држави Доња Саксонија. Једно је од 26 општинских средишта округа Графшафт Бентхајм. Према процјени из 2010. у општини је живјело 576 становника. Посједује регионалну шифру (AGS) 3456018.

## Географски и демографски подаци
Квендорф се налази у савезној држави Доња Саксонија у округу Графшафт Бентхајм. Општина се налази на надморској висини од 31 метра. Површина општине износи 14,1 km². У самом мјесту је, према процјени из 2010. године, живјело 576 становника. Просјечна густина становништва износи 41 становника/km².

## Међународна сарадња
| Мјесто    | Држава    | Врста сарадње | Од    |
| --------- | --------- | ------------- | ----- |
| Вризенвен | Холандија | партнерство   | 1988. |
| Извор     |           |               |       |